# Koellensteinia graminoides
Koellensteinia graminoides är en orkidéart som beskrevs av David Edward Bennett och Eric Alston Christenson. Koellensteinia graminoides ingår i släktet Koellensteinia och familjen orkidéer.
Artens utbredningsområde är Peru. Inga underarter finns listade i Catalogue of Life.